# Síndrome de resignación
El Síndrome de resignación (en sueco Uppgivenhetssyndrom) es un síndrome disociativo que induce un estado catatónico. Este desorden afecta principalmente a personas jóvenes que han padecido trauma psicológico. Descrito como un síndrome cultural, ha sido observado principalmente en Suecia entre niños de buscadores de asilo de países postsoviéticos y de Yugoslavia.